# Psoralea lupinella
Psoralea lupinella är en ärtväxtart som beskrevs av André Michaux. Psoralea lupinella ingår i släktet Psoralea och familjen ärtväxter. Inga underarter finns listade i Catalogue of Life.